# Sukker
Sukker er fællesbetegnelsen på en gruppe simple kulhydrater, der anvendes i daglig madlavning. Denne gruppe omfatter bl.a.
- monosakkarider:
  - glukose (druesukker, dextrose)
  - fruktose (frugtsukker)
  - galaktose (del af mælkesukker) laktose
- disakkarider (kemisk sammensat af to monosakkarider):
  - sukrose (også kaldet sakkarose; "almindeligt sukker"): En kemisk sammensætning af fruktose og glukose
  - maltose = glukose + glukose
  - laktose (mælkesukker) = glukose + galaktose
- oligosakkarider "simpelt sukker" – består af 3-6 monosakkarider. Findes bl.a. i jordskok, løg og hvidløg.

I daglig tale bruges ordet sukker især om sukrose, der fremstilles industrielt af sukkerroer eller sukkerrør. Til madlavning sælges sukrose i følgende varianter:
stødt melis (strøsukker)
et hvidt granulat af krystaller på cirka 0,5 millimeters størrelse.
flormelis
et hvidt pulver, fremstillet ved formaling af stødt melis tilsat kartoffelstivelse som antiklumpningsmiddel. Anvendes bl.a. til glasur.
farin (puddersukker)
et brunt granulat, ofte let fugtigt. Tidligere taget fra ved fremstilling af stødt melis inden raffineringsprocessen var færdig; i dag ofte fremstillet ved at blande færdigraffineret stødt melis med melasse.
perlesukker (demerara)
et groft granulat, bestående af klare krystaller på cirka 3 millimeter.
kandis
store, uregelmæssige, brune til ravgyldne krystaller, ofte 2 til 3 centimeter. Kandis fremstilles ved at lade sukkerkrystallerne vokse langsomt ud fra små krystaller på en snor ophængt i en mættet sukkeropløsning.
Både stødt melis, perlesukker og farin har modstykker i form af økologiske sukkerprodukter, der ikke er raffinerede, og som ikke er kunstigt blegede.
Samtlige af disse sukrosevarianter anses i dag for at være den primære årsag til fedme. Årsagen er indholdet af fruktose - sukrose = fruktose + sakkarose.[kilde mangler]

## Fremstilling
Sukker har siden oldtiden været fremstillet af saften fra sukkerrør, men siden Napoleonskrigene har man i Europa fremstillet sukker af
saften fra sukkerroer. I begge tilfælde snittes og/eller knuses råvaren og saften presses ud og reduceres ved indkogning, indtil den begynder at krystallisere.
Fordi sukkerroer gror i jorden, må de vaskes som første led i oparbejdningen, og udbyttet af saft forøges ved udludning. Den udtrukne saft benævnes tyndsaft og indeholder 10-12 % sukker, inden den renses med kalk og indkoges.
Den koncentrerede saft med sit indhold af sukkerkrystaller centrifugeres, hvorved den adskilles i en flydende bestanddel, kaldet sirup, og et fast stof, kaldet råsukker.
En del af siruppen tappes fra og sælges til husholdningsbrug. Ofte sælges en del også til industrielle anvendelser, hvor farven er af
mindre betydning.
Resten indkoges igen og sendes tilbage til centrifugering, hvorved fås en mørkere fast masse kaldet farin (også kaldet puddersukker eller brunt sukker).
Det flydende restprodukt, som kaldes melasse, anvendes hovedsagelig som kreaturfoder, men også som udgangspunkt for spiritusfabrikation (for eksempel
vestindisk rom).
Råsukkeret viderebehandles enten på samme fabrik eller på en anden fabrik, et sukkerraffinaderi, hvor det renses/bleges, blandt andet ved vaskning, omkrystallisation og filtrering gennem aktivt kul og kiselgur for at ende som stødt melis = normalt hvidt sukker, som det bruges til daglig, og som tidligere kunne fås i flere variationer. Farven afhænger af blandingsforholdet mellem sukkeret, der kommer fra de forskellige centrifugeringstrin af råsukkermassen. Efterhånden som man blev bedre til at styre krystalliseringsprocessen i sukkerkogerne og fik bedre centrifuger til at slynge melassen fra sukkerkrystallerne, fik man basis for at fremstille sukkerarter, som ser finere ud.
Man skelner mellem tre grader af raffinering:
1. brunt sukker indeholder stadig en del melasse og har derfor en brun eller gylden farve og en sirupsagtig smag
2. blånet sukker er renset, til det kun er svagt gulligt, og derefter tilsat en lille smule ultramarin farve (blånelse, optisk hvidt) for at skjule det gullige skær
3. klart sukker er renset, til det er helt farveløst. Det er betydeligt dyrere end det almindelige blånede sukker.

Det lidt mørkere sukker bruges ofte til industrielle processer, hvor farven ikke spiller ind på færdigvaren, men det kan også sendes tilbage i processen igen ligesom siruppen og dermed blive til mere hvidt sukker. Således holdes spildet nede på et minimum. Det markedsførte sukker er derfor et meget rent stof med over 99,9 % rent sucrose. Størstedelen af de resterende 0,1 % er vand.
Der er ingen kemisk forskel på rørsukker eller sukkerroesukker, men der kan være smagsforskelle stammende fra selve fremstillingsprocessen.
- Flormelis er fintmalet hvidt sukker. som benyttes til bl.a. "glasurdekorationer".

- Hugget sukker (også kaldet styksukker eller sukkerknalder) er fremstillet af normalt sukker, blot presset som terninger via en proces, hvor man tilsætter damp til sukkeret, hvorefter det fugtige sukker bliver formet.

- Kandis er blot krystaller, der har fået lov til at vokse sig store under "krystalleringsprocessen", og det var, hvad man kunne fremstille i "sukkerets barndom". Men efterspørgslen blev "hængende", og derfor kan man stadig købe kandis.

- Ahornsirup er den indkogte saft fra sukker-løn (Acer saccharum). Det er en produktion, som blev opfundet af de oprindelige folk i Nordamerika, men som i dag er helt igennem industrialiseret.

- Kunsthonning er sukker, som er behandlet med syre, sådan at sukrosen spaltes i sine to enheder: glukose og fruktose. Derved får produktet en smag, der kan minde om ægte honning. I dag foretrækker man i stedet betegnelsen invertsukker.

I 1999 blev der produceret 552.000 tons sukker i Danmark.

## Sukkerdyrkningens historie
Sukkerrørene stammer fra forskellige græsarter, der for omkring 15.000 år siden voksede på nogle øer i Stillehavet, bl.a. i Melanesien og Polynesien. De græsarter findes ikke mere, men deres større slægtninge, sukkerrør, udviklede sig i Malaysia, Kina, Indonesien og Indien for omkring 8.000 år siden. Inderne skal være de første, der for omkring 1.500 år siden forstod, at man ved at koge sukkersaften kunne få den krystalliseret til fast sukker. Navnet "sukker" er afledt af det oldindiske ord sárkara (= sukkerkorn, grus). Det påstås, at Aleksander den Stores admiral Nearchos kom sejlende fra Den Persiske Bugt ned gennem Indusfloden. Der voksede sukkerrør vildt langs med flodbredderne, så Nearchos skar et rør af og smagte på det, hvorefter han udbrød: "Indiske rør, der laver honning uden bier!" I 714 tog araberne sukkeret med til Spanien, og derfra bredte det sig til Italien. Venedig slog sig op som forædler af det indiske råsukker, som de solgte til resten af Europa, mens araberne plantede sukkerrør langsmed Middelhavets kyster, efterhånden som de lagde land under sig.
Sukker var så dyrt, at det kaldtes "det hvide guld". De velhavende gemte ligefrem sukker som en form for opsparing. En biskop skal have købt sukker af portugisiske købmænd og gemt det. Efter hans død blev det fordelt mellem munkene i klosteret, men viste sig at smage grimt. Det var blevet fragtet på kamelryg gennem Egypten, og undervejs trak det kamelernes sved til sig, som ændrede smagen helt.
Efter Columbus havde opdaget Amerika i 1492, bredte sukkerrørsdyrkningen sig hurtigt. Man opdagede, at Caribien pga. klimaet var et perfekt sted til dyrkning af sukkerrør. Råsukkeret - dvs. sukker, som endnu ikke er blevet renset - blev bragt fra Caribien til Europa, hvor det blev raffineret, dvs. renset og herefter solgt. I 1600-tallet havde de fleste lande i Europa kolonier, hvor slaver købt i Afrika blev sat til det hårde slid på sukkerplantager.
I 1600-1700-tallet var Danmark en af Europas største sukkerproducenter. Danmark ejede de tre øer St. Croix, St. Jan og St. Thomas i Vestindien, som havde det perfekte klima til dyrkning af sukkerrør. Man eksporterede råsukkeret til Danmark, primært til København. I 1798 var der i København 18 raffinaderier med 500 ansatte, som rensede det importerede råsukker fra de tre øer. I 1800-tallet havde Danmark en årlig produktion af rørsukker på 8.000 ton, mens den årlige produktion af roesukker i Danmark er på ca. 500.000 ton.
I midten af 1700-tallet var man i Europa begyndt at eksperimentere en smule med sukkersaft fra fodersukkerroer. Under Napoleonskrigene i 1803-1815 kunne man ikke fragte råsukkeret fra sukkerrørene til Europa, og det betød, at man her måtte sætte en større produktion i gang af roesukker. Det betød også, at prisen steg på sukker. Da Napoleonskrigene var slut, begyndte man igen at importere rørsukker, som var billigere. Men i Frankrig var man nervøse for, at man skulle få mangel på sukker igen, så derfor fortsatte man med at eksperimentere med sukkerroer. Før Napoleonskrigene var slaveriet så småt på retur. I 1792 udstedte den danske konge, Christian 7., en forordning, som forbød slavehandel i de danske kolonier, men forordningen skulle først træde i kraft i 1803. Slaveriet måtte gerne fortsætte; man måtte bare ikke hente nye slaver, men bruge de slaver, som var der, samt deres efterkommere. I 1848 blev slaveri helt forbudt. England havde forbudt det allerede i 1833, mens Brasilien først gjorde det i 1888. Men de frigivne slaver skulle jo nu have løn, og det blev for dyrt at dyrke rørsukker.
Som årene gik, blev sukker mere almindeligt, og noget, også jævne mennesker havde råd til. I Frankrig var der fortløbende blevet eksperimenteret med roesukker, så man efterhånden fik lige så meget sukker ud af en sukkerroe som fra sukkerrør, dvs. 17 %.

## Ernæring og sundhed
Ernæringseksperter anbefaler, at sund kost dagligt indeholder 90 g sukker for kvinder og 110 g for mænd. Heraf anbefales det, at tilsat sukker maksimalt udgør 55 g for kvinder og 70 g for mænd. Tallene er gennemsnitsbetragtninger og vil variere med vægt og fysisk aktivitet.
Tilsat sukker får vi fra søde sager som sodavand, slik og kager. I modsætning er naturligt forekommende sukker, der findes i frugt, bær, mælk og så videre. Madvarer med naturligt forekommende sukker vil ofte tilføre kosten vitaminer, mineraler, proteiner og andre sunde komponenter. Modsat indeholder tilsat sukker ingen sunde komponenter. Det er grunden til, at man ofte omtaler tilsat sukker som "tomme kalorier". Sukker består udelukkende af energi i form af kalorier – helt præcist 17 kJ/g (4 kcal/g). Fødevarer bestående af fedt, sukker eller ethanol, og ingen eller meget få vitaminer og mineraler, kaldes "tomme kalorier", og bør ikke udgøre mere end 7,2 % af kostholdet.
Nogle tror fejlagtigt, at brunt sukker eller honning er sundere end hvidt. Brunt sukker har sin farve fra rester af sirup, og indeholder ikke flere vitaminer og mineraler, mens honning også er næsten rent sukker – blot naturligt fremstillet af bierne. Dog indeholder honning små mængder af vitaminer og mineraler, men det er så lidt, at det ikke gør nogen sundhedsmæssig forskel, såfremt udelukkende kulhydrat/protein/fedt-regnskabet medtages i betragtningen.
Indtagning af sukker er relateret til overvægt og fedme med følgesygdomme som type 2 diabetes. Nogle forskere kalder endog Alzheimers sygdom for "type 3 diabetes". Gennem mange år har forsøg med rotter givet anledning til opfattelsen af, at sukker er afhængighedsskabende, men der er imidlertid ikke evidens for at påstå, at sukker har denne effekt hos mennesker.